# 西徳寺
西徳寺（さいとくじ）は、東京都台東区に所在する真宗佛光寺派の寺院。山号は光照山。

## 歴史
本寺は寛永5年（1628年）、佛光寺門徒の聞法道場の一つとして江戸の金助町（現在の東京都文京区本郷付近）に建立されたと伝わる。建立後50年の間に天和の大火など、江戸を襲った火災で焼け出されること三度、当時の住職・檀家の協議により竜泉（現在の東京都台東区）に移転したのは天和3年（1683年）であるという。
徳川幕府時代、明治維新後も西徳寺は発展を続けたが、大正12年（1923年）の関東地震により本堂が全壊した。地震後に再建にとりかかり、昭和5年（1930年）に鉄筋コンクリート造という、寺院建築としては画期的な形で寺院再建を果たし、現在に至る。
2019年公開の映画「WELCOME TO JAPAN 日の丸ランチボックス」のロケ地となった（劇中では「大日本鎖国寺」という架空の寺院として登場する）。

## 文化財
- 木造阿弥陀如来立像[2]
- 木造聖徳太子孝養像[3]

いずれも東京都台東区指定。

## 著名人墓所
- 十七世中村勘三郎（歌舞伎役者）
- 十八世中村勘三郎（歌舞伎役者）

## 交通アクセス
- 東京メトロ日比谷線　
  - 三ノ輪駅1b出口より徒歩約8分（経路案内）
  - 入谷駅3出口より徒歩約8分（経路案内）